# بورگو سان سیرو
بورگو سان سیرو (به ایتالیایی: Borgo San Siro) یک کومونه در ایتالیا است که در استان پاویا واقع شده‌است.

## خصوصیات
بورگو سان سیرو ۱۷٫۳ کیلومترمربع مساحت و ۱٬۰۹۰ نفر جمعیت دارد و ۹۸ متر بالاتر از سطح دریا واقع شده‌است.